# EHC Olten
EHC Olten är en schweizisk ishockeyklubb från Olten som sedan 1994 spelar i Nationalliga B. Föreningen grundades 1934 och har haft tre avancemang till Nationalliga A, utan att kunna etablera sig i den schweiziska högstaligan. Sedan år 2000 drivs klubben som ett aktiebolag.
EHC Olten spelar sina hemmamatcher i Kleinholz Stadion som invigdes 1976 och har en kapacitet på drygt 6 300 åskådare.

## Meriter
- Nationalliga A-avancemang: 1985, 1988, 1993